# 短刺近剑水蚤
短刺近剑水蚤（学名：Tropocyclops brevispinus）为剑水蚤科近剑水蚤属的动物，是中国的特有物种。分布于江苏等地，主要栖息于小型水域内。